# Daniël Wyttenbach

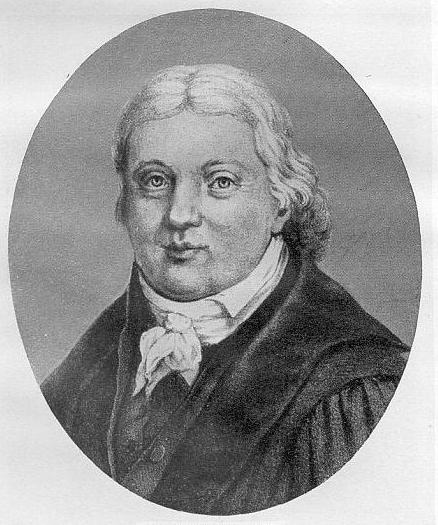
Daniël Wyttenbach.

Daniël Albert Wyttenbach (Bern, 7 augustus 1746 - Oegstgeest, 17 januari 1820) was hoogleraar in de klassieke talen aan de Leidse Universiteit en tevens bibliothecaris van de universiteitsbibliotheek.
De vader van Wyttenbach was hoogleraar theologie aan de Universiteit van Bern en later Marburg. De jonge Wyttenbach was voorbestemd om eveneens theologie te studeren en op zijn veertiende begon hij zijn studie aan de universiteit van Marburg. Gaandeweg raakte hij echter meer geïnteresseerd in de oude talen en na het lezen van het werk van David Ruhnken ging hij in 1768 in Göttingen studeren. In 1769 schreef hij daar zijn Epistula critica super nonnullis locis Iuliani Imp. cui accesserunt Animadversiones in Eunapium et Aristaenetum, een reactie op het werk van Ruhnken. Deze pennenvrucht werd goed ontvangen en Wyttenbach besloot hierop in 1770 in Leiden onder Ruhnken en Valckenaer te gaan studeren.
Al in 1771 verkreeg hij een professoraat aan het Remonstrants Seminarie in Amsterdam. Deze positie zou hij acht jaar bezetten en in deze periode verscheen het eerste deel van zijn levenswerk, de Bibliotheca Critica. Toen in 1777 Petrus Burmannus Secundus met emeritaat ging als hoogleraar klassieke talen aan het Athenaeum Illustre verwachtte Wyttenbach hem op te zullen volgen. Hij werd echter gepasseerd voor Herman Tollius. In 1779 werd hij alsnog hoogleraar aan de Amsterdamse instelling, ditmaal in de wijsbegeerte. Toen Tollius daarna vroegtijdig vertrok werd hij in 1785 opgevolgd door Wyttenbach. In opdracht van de universiteitsuitgeverij van Oxford begon Wyttenbach kort daarna aan een editie van de Moralia van Plutarchus.
In 1799 verruilde hij zijn functie in Amsterdam voor een aanstelling in Leiden, nadat deze betrekking vrij was gekomen door het overlijden van Ruhnken. In Leiden werd hij ook bibliothecaris van de universiteitsbibliotheek. De Leidse buskruitramp vernielde in 1807 zijn huis aan het Steenschuur en hij vestigde zich hierna permanent in Oegstgeest. Hier had hij in 1806 als buitenhuis een boerderij gekocht, de hofstede D'Hoogen boom aan de Hofdijck tegenover het huidige pand Wijttenbachweg 1. In deze jaren werkte hij aan een uitgave van Plato's Phaedo. In 1817 ging Wyttenbach met emeritaat en in dat jaar trouwde hij ook met de dochter van zijn zus. Deze Jeanne Gallien (1773-1830) was al jaren zijn assistent en huishoudster en het huwelijk op Wyttenbachs late leeftijd verzekerde haar van een weduwepensioen. In zijn laatste jaren ging de gezondheid en vooral het gezichtsvermogen van Wyttenbach snel achteruit. Hij werd begraven in de voortuin van zijn huis D'Hoogen boom.

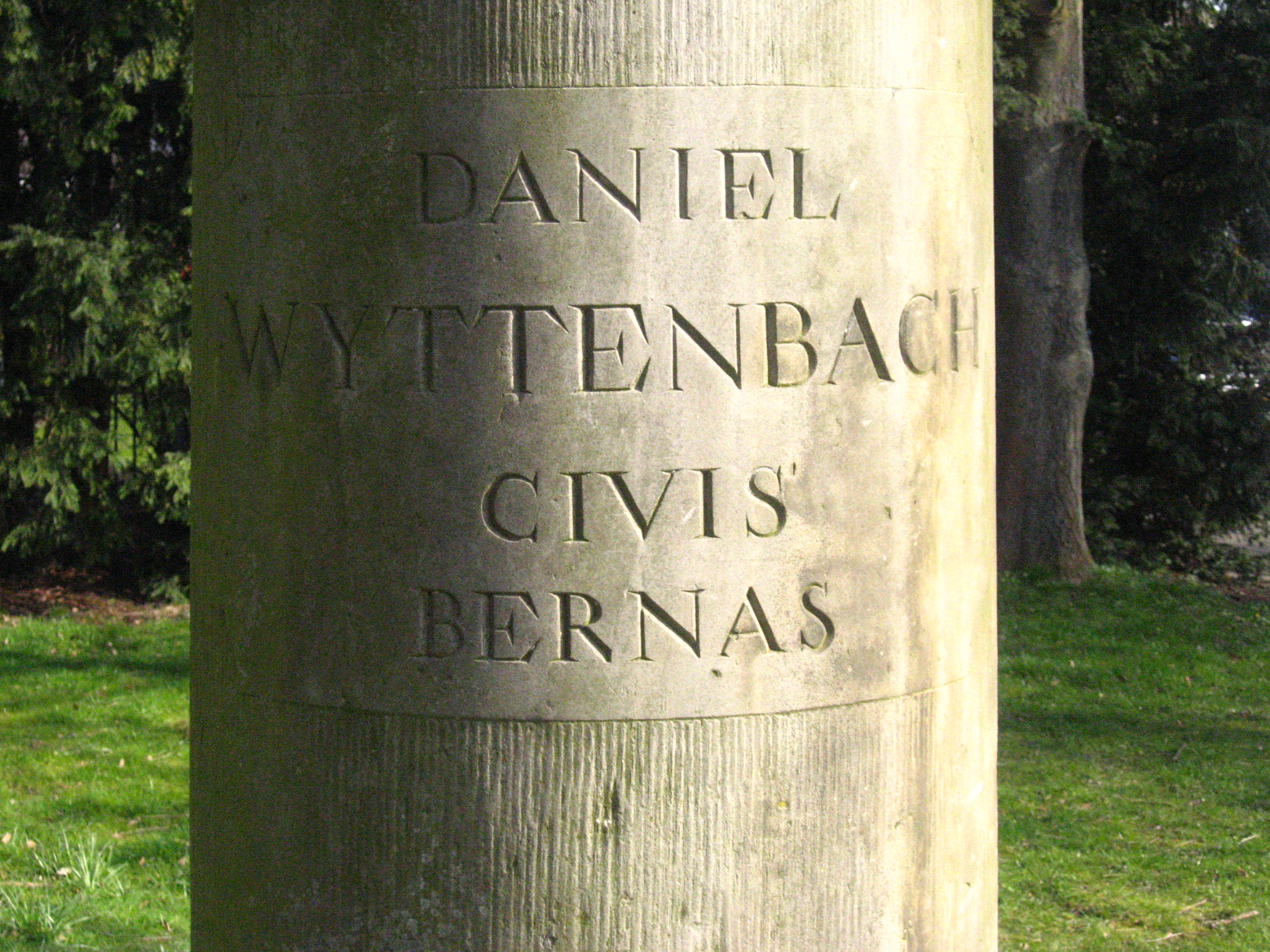
Detail van de zuil ter nagedachtenis aan Daniël Wyttenbach in Oegstgeest. De Latijnse inscriptie Daniel Wyttenbach Civis Bernas betekent Daniël Wyttenbach, inwoner van Bern.

Na het overlijden van zijn weduwe in 1830 werd het woonhuis in overeenstemming met haar testamentair vastgelegde wens afgebroken en werd er een gebroken zuil opgericht ter herinnering aan Daniël Wyttenbach.

## Vernoemingen
In Amsterdam is in 1882 een straat, de Wijttenbachstraat naar hem vernoemd in de Dapperbuurt in Amsterdam-Oost.
In Oegstgeest is een Wijttenbachweg.